# Pseudonortonia aurantiaca
Pseudonortonia aurantiaca är en stekelart som beskrevs av Giordani Soika 1936. Pseudonortonia aurantiaca ingår i släktet Pseudonortonia och familjen Eumenidae. Inga underarter finns listade i Catalogue of Life.